# Renvallsuolu
Renvallsuolu är en ö i Finland. Den ligger i sjön Vuolib Tsuoggajavri och i kommunen Utsjoki i den ekonomiska regionen Norra Lappland och landskapet Lappland, i den norra delen av landet, 1 100 km norr om huvudstaden Helsingfors. Öns area är 0,3 hektar och dess största längd är 100 meter i nord-sydlig riktning.